# Casa de Champaña
La Casa de Champaña fue una familia que reinó en el Reino de Navarra durante 71 años, desde 1234 con Teobaldo el Trovador, sobrino del anterior rey Sancho VII el Fuerte, hasta 1305, y la muerte de Juana I. Se trató de la rama principal de la Casa inicial de Blois, con la que mantuvo buenas relaciones.
Aparte de reinar en Navarra y ser vinculados a todas las cortes reales de Europa, también poseían el título de Condes de Champaña.

## Historia

### Origen previo a la llegada al trono de Navarra
El Condado de Champaña se formó gracias a la unión de los condados de Meaux y de Troyes en la figura de Roberto de Vermandois, quien en el año 943 recibió el título de conde de Meaux, 13 años más tarde, en el 956 recibió el título de Conde de Troyes, inaugurando así la Casa de Vermandois que gobernaría el Condado de Champaña hasta el año 1022. Tras estos, llegaría la Casa de Blois, quienes quedarían como gobernadores del Condado de Chamaña hasta 1102.
Sería entre los años 1102 y 1125 que el Conde Hugo I, hijo de Teobaldo III de Blois, se intitularía como "Conde de Champaña", siendo el primero en hacerlo, inaugurando así la Casa de Champaña.
En 1201 llegaría a la cabeza de la Casa, el conde Teobaldo III de Champaña, quien se casaría con Blanca de Navarra, que era la hermana del rey de Navarra Sancho VII, siendo entonces el hijo de estos, Teobaldo IV de Champaña sobrino del rey de Navarra, y este, a su muerte sin descendientes deja recaer en él el título de Rey de Navarra gracias a que salió victorioso de la Guerra de sucesión de Champaña. Todos estos acontecimientos desembocaron en el comienzo de la Dinastía de Champaña a la cabeza del Reino de Navarra, comenzando así el periodo conocido en Navarra como las "Dinastías francesas".

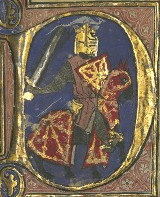
Dibujo medieval sobre Teobaldo I con las ropas impregnadas de la simbología del Reino de Navarra.

### Reyes de Navarra y Condes de Champaña

Armas de Navarra-Champaña

Teobaldo IV de Champaña se titularía rey de Navarra con el nombre de Teobaldo I. Se casaría en tres ocasiones, siendo sucedido finalmente por Teobaldo II de Navarra (V de Champaña), su hijo con Margarita de Borbon. A este le sucedió su hermano Enrique I de Navarra (III de Champaña), quien fue nombrado regente durante el viaje de su hermano a la Octava Cruzada. Cuando se enteró del fallecimiento de su hermano se auto-proclamó rey, con todos los derechos y deberes que ello le supuso, aunque solo reinó 3 años, antes de ser sucedido por Juana I de Navarra y Champaña que se casó con Felipe "el hermoso", el cual pasó la dinastía reinante de Navarra de la Champaña a la Capeta (a la cual él pertenecía).

### El Condado de Champaña tras Juana I
A la muerte de Juana I, su marido Felipe "el hermoso" quedó de regente sobre el Condado de Champaña. Finalmente cuando Felipe se intituló como rey de Francia y de Navarra con el nombre de Felipe IV de Francia y I de Navarra, y los territorios del Condado de Champaña quedó absorbido dentro de los dominios de los reyes de Francia, aboliendo así la Casa de Champaña.
Hoy en día, el territorio concerniente a lo que en su día fue el Condado de Champaña es una región de Francia que contiene 15 distritos. Anteriormente había sido una provincia antes de la Revolución Francesa.

## Genealogía
: Rey (de Francia, Navarra o Chipre)

 : Rey de Navarra

 : Conde de Blois

 : Conde de Champaña
|                      |                      |                         |                         |                         |                         |                         |                         |                       |                       |                       |                       |                       |                       |                          |                          |                          |                          |                          |                          |                        |                        |                        |                        |                        |                        |                        |                        |                        |                        |                     |                     |                     |                     |                     |                     |                     |                     |                     |                     |
|                      |                      | Teobaldo II de Champaña | Teobaldo II de Champaña | Teobaldo II de Champaña | Teobaldo II de Champaña | Teobaldo II de Champaña | Teobaldo II de Champaña |                       |                       |                       |                       |                       |                       | Matilde de Carintia      | Matilde de Carintia      | Matilde de Carintia      | Matilde de Carintia      | Matilde de Carintia      | Matilde de Carintia      |                        |                        | Luis VII de Francia    | Luis VII de Francia    | Luis VII de Francia    | Luis VII de Francia    | Luis VII de Francia    | Luis VII de Francia    |                        |                        |                     |                     |                     |                     | Leonor de Aquitania | Leonor de Aquitania | Leonor de Aquitania | Leonor de Aquitania | Leonor de Aquitania | Leonor de Aquitania |
|                      |                      | Teobaldo II de Champaña | Teobaldo II de Champaña | Teobaldo II de Champaña | Teobaldo II de Champaña | Teobaldo II de Champaña | Teobaldo II de Champaña |                       |                       |                       |                       |                       |                       | Matilde de Carintia      | Matilde de Carintia      | Matilde de Carintia      | Matilde de Carintia      | Matilde de Carintia      | Matilde de Carintia      |                        |                        | Luis VII de Francia    | Luis VII de Francia    | Luis VII de Francia    | Luis VII de Francia    | Luis VII de Francia    | Luis VII de Francia    |                        |                        |                     |                     |                     |                     | Leonor de Aquitania | Leonor de Aquitania | Leonor de Aquitania | Leonor de Aquitania | Leonor de Aquitania | Leonor de Aquitania |
|                      |                      |                         |                         |                         |                         |                         |                         |                       |                       |                       |                       |                       |                       |                          |                          |                          |                          |                          |                          |                        |                        |                        |                        |                        |                        |                        |                        |                        |                        |                     |                     |                     |                     |                     |                     |                     |                     |                     |                     |
|                      |                      |                         |                         |                         |                         |                         |                         |                       |                       |                       |                       |                       |                       |                          |                          |                          |                          |                          |                          |                        |                        |                        |                        |                        |                        |                        |                        |                        |                        |                     |                     |                     |                     |                     |                     |                     |                     |                     |                     |
|                      |                      |                         |                         | Teobaldo V de Blois     | Teobaldo V de Blois     | Teobaldo V de Blois     | Teobaldo V de Blois     | Teobaldo V de Blois   | Teobaldo V de Blois   |                       |                       | Enrique I de Champaña | Enrique I de Champaña | Enrique I de Champaña    | Enrique I de Champaña    | Enrique I de Champaña    | Enrique I de Champaña    |                          |                          |                        |                        |                        |                        | María de Francia       | María de Francia       | María de Francia       | María de Francia       | María de Francia       | María de Francia       |                     |                     |                     |                     |                     |                     |                     |                     |                     |                     |
|                      |                      |                         |                         | Teobaldo V de Blois     | Teobaldo V de Blois     | Teobaldo V de Blois     | Teobaldo V de Blois     | Teobaldo V de Blois   | Teobaldo V de Blois   |                       |                       | Enrique I de Champaña | Enrique I de Champaña | Enrique I de Champaña    | Enrique I de Champaña    | Enrique I de Champaña    | Enrique I de Champaña    |                          |                          |                        |                        |                        |                        | María de Francia       | María de Francia       | María de Francia       | María de Francia       | María de Francia       | María de Francia       |                     |                     |                     |                     |                     |                     |                     |                     |                     |                     |
|                      |                      |                         |                         |                         |                         |                         |                         |                       |                       |                       |                       |                       |                       |                          |                          |                          |                          |                          |                          |                        |                        |                        |                        |                        |                        |                        |                        |                        |                        |                     |                     |                     |                     |                     |                     |                     |                     |                     |                     |
|                      |                      |                         |                         |                         |                         |                         |                         |                       |                       |                       |                       |                       |                       |                          |                          |                          |                          |                          |                          |                        |                        |                        |                        |                        |                        |                        |                        |                        |                        |                     |                     |                     |                     |                     |                     |                     |                     |                     |                     |
|                      |                      | Blanca de Navarra       | Blanca de Navarra       | Blanca de Navarra       | Blanca de Navarra       | Blanca de Navarra       | Blanca de Navarra       |                       |                       |                       |                       |                       |                       | Teobaldo III de Champaña | Teobaldo III de Champaña | Teobaldo III de Champaña | Teobaldo III de Champaña | Teobaldo III de Champaña | Teobaldo III de Champaña |                        |                        |                        |                        | Enrique II de Champaña | Enrique II de Champaña | Enrique II de Champaña | Enrique II de Champaña | Enrique II de Champaña | Enrique II de Champaña |                     |                     | Isabel de Jerusalén | Isabel de Jerusalén | Isabel de Jerusalén | Isabel de Jerusalén | Isabel de Jerusalén | Isabel de Jerusalén |                     |                     |
|                      |                      | Blanca de Navarra       | Blanca de Navarra       | Blanca de Navarra       | Blanca de Navarra       | Blanca de Navarra       | Blanca de Navarra       |                       |                       |                       |                       |                       |                       | Teobaldo III de Champaña | Teobaldo III de Champaña | Teobaldo III de Champaña | Teobaldo III de Champaña | Teobaldo III de Champaña | Teobaldo III de Champaña |                        |                        |                        |                        | Enrique II de Champaña | Enrique II de Champaña | Enrique II de Champaña | Enrique II de Champaña | Enrique II de Champaña | Enrique II de Champaña |                     |                     | Isabel de Jerusalén | Isabel de Jerusalén | Isabel de Jerusalén | Isabel de Jerusalén | Isabel de Jerusalén | Isabel de Jerusalén |                     |                     |
|                      |                      |                         |                         |                         |                         |                         |                         |                       |                       |                       |                       |                       |                       |                          |                          |                          |                          |                          |                          |                        |                        |                        |                        |                        |                        |                        |                        |                        |                        |                     |                     |                     |                     |                     |                     |                     |                     |                     |                     |
|                      |                      |                         |                         |                         |                         |                         |                         |                       |                       |                       |                       |                       |                       |                          |                          |                          |                          |                          |                          |                        |                        |                        |                        |                        |                        |                        |                        |                        |                        |                     |                     |                     |                     |                     |                     |                     |                     |                     |                     |
|                      |                      |                         |                         |                         |                         |                         |                         | Teobaldo I de Navarra | Teobaldo I de Navarra | Teobaldo I de Navarra | Teobaldo I de Navarra | Teobaldo I de Navarra | Teobaldo I de Navarra |                          |                          | Margarita de Borbón      | Margarita de Borbón      | Margarita de Borbón      | Margarita de Borbón      | Margarita de Borbón    | Margarita de Borbón    |                        |                        |                        |                        | Alicia de Champaña     | Alicia de Champaña     | Alicia de Champaña     | Alicia de Champaña     | Alicia de Champaña  | Alicia de Champaña  |                     |                     | Hugo I de Chipre    | Hugo I de Chipre    | Hugo I de Chipre    | Hugo I de Chipre    | Hugo I de Chipre    | Hugo I de Chipre    |
|                      |                      |                         |                         |                         |                         |                         |                         | Teobaldo I de Navarra | Teobaldo I de Navarra | Teobaldo I de Navarra | Teobaldo I de Navarra | Teobaldo I de Navarra | Teobaldo I de Navarra |                          |                          | Margarita de Borbón      | Margarita de Borbón      | Margarita de Borbón      | Margarita de Borbón      | Margarita de Borbón    | Margarita de Borbón    |                        |                        |                        |                        | Alicia de Champaña     | Alicia de Champaña     | Alicia de Champaña     | Alicia de Champaña     | Alicia de Champaña  | Alicia de Champaña  |                     |                     | Hugo I de Chipre    | Hugo I de Chipre    | Hugo I de Chipre    | Hugo I de Chipre    | Hugo I de Chipre    | Hugo I de Chipre    |
|                      |                      |                         |                         |                         |                         |                         |                         |                       |                       |                       |                       |                       |                       |                          |                          |                          |                          |                          |                          |                        |                        |                        |                        |                        |                        |                        |                        |                        |                        |                     |                     |                     |                     |                     |                     |                     |                     |                     |                     |
|                      |                      |                         |                         |                         |                         |                         |                         |                       |                       |                       |                       |                       |                       |                          |                          |                          |                          |                          |                          |                        |                        |                        |                        |                        |                        |                        |                        |                        |                        |                     |                     |                     |                     |                     |                     |                     |                     |                     |                     |
|                      |                      |                         |                         | Blanca de Artois        | Blanca de Artois        | Blanca de Artois        | Blanca de Artois        | Blanca de Artois      | Blanca de Artois      |                       |                       | Enrique I de Navarra  | Enrique I de Navarra  | Enrique I de Navarra     | Enrique I de Navarra     | Enrique I de Navarra     | Enrique I de Navarra     |                          |                          | Teobaldo II de Navarra | Teobaldo II de Navarra | Teobaldo II de Navarra | Teobaldo II de Navarra | Teobaldo II de Navarra | Teobaldo II de Navarra |                        |                        |                        |                        | Enrique I de Chipre | Enrique I de Chipre | Enrique I de Chipre | Enrique I de Chipre | Enrique I de Chipre | Enrique I de Chipre |                     |                     |                     |                     |
|                      |                      |                         |                         | Blanca de Artois        | Blanca de Artois        | Blanca de Artois        | Blanca de Artois        | Blanca de Artois      | Blanca de Artois      |                       |                       | Enrique I de Navarra  | Enrique I de Navarra  | Enrique I de Navarra     | Enrique I de Navarra     | Enrique I de Navarra     | Enrique I de Navarra     |                          |                          | Teobaldo II de Navarra | Teobaldo II de Navarra | Teobaldo II de Navarra | Teobaldo II de Navarra | Teobaldo II de Navarra | Teobaldo II de Navarra |                        |                        |                        |                        | Enrique I de Chipre | Enrique I de Chipre | Enrique I de Chipre | Enrique I de Chipre | Enrique I de Chipre | Enrique I de Chipre |                     |                     |                     |                     |
|                      |                      |                         |                         |                         |                         |                         |                         |                       |                       |                       |                       |                       |                       |                          |                          |                          |                          |                          |                          |                        |                        |                        |                        |                        |                        |                        |                        |                        |                        |                     |                     |                     |                     |                     |                     |                     |                     |                     |                     |
| Felipe IV de Francia | Felipe IV de Francia | Felipe IV de Francia    | Felipe IV de Francia    | Felipe IV de Francia    | Felipe IV de Francia    |                         |                         | Juana I de Navarra    | Juana I de Navarra    | Juana I de Navarra    | Juana I de Navarra    | Juana I de Navarra    | Juana I de Navarra    |                          |                          |                          |                          |                          |                          |                        |                        |                        |                        |                        |                        |                        |                        |                        |                        |                     |                     |                     |                     |                     |                     |                     |                     |                     |                     |
| Felipe IV de Francia | Felipe IV de Francia | Felipe IV de Francia    | Felipe IV de Francia    | Felipe IV de Francia    | Felipe IV de Francia    |                         |                         | Juana I de Navarra    | Juana I de Navarra    | Juana I de Navarra    | Juana I de Navarra    | Juana I de Navarra    | Juana I de Navarra    |                          |                          |                          |                          |                          |                          |                        |                        |                        |                        |                        |                        |                        |                        |                        |                        |                     |                     |                     |                     |                     |                     |                     |                     |                     |                     |
|                      |                      |                         |                         |                         |                         |                         |                         |                       |                       |                       |                       |                       |                       |                          |                          |                          |                          |                          |                          |                        |                        |                        |                        |                        |                        |                        |                        |                        |                        |                     |                     |                     |                     |                     |                     |                     |                     |                     |                     |
|                      |                      |                         |                         |                         |                         |                         |                         |                       |                       |                       |                       |                       |                       |                          |                          |                          |                          |                          |                          |                        |                        |                        |                        |                        |                        |                        |                        |                        |                        |                     |                     |                     |                     |                     |                     |                     |                     |                     |                     |
|                      |                      |                         |                         | Casa real de Navarra    |                         |                         |                         |                       |                       |                       |                       |                       |                       |                          |                          |                          |                          |                          |                          |                        |                        |                        |                        |                        |                        |                        |                        |                        |                        |                     |                     |                     |                     |                     |                     |                     |                     |                     |                     |